# Autonóm épület
Autonóm épület alatt olyan lakóházat vagy közösségi épületet értünk, amelynek működtetése független a különféle közműrendszerektől. Az autonóm épület egyfajta visszatérés a „közműrendszerek kiépítése előtti korba”, ám az azóta elért technikai vívmányok – és ezáltal komfort – bizonyos mértékű megtartásával.

## Fejlesztési meggondolások
A XX. századról elmondhatjuk, hogy az olcsó energia százada volt: többek között ezért is vált lehetővé – elsősorban a fejlett, ipari országokban – a nagy, központosított energiaellátó hálózatok kiépítése, amit a növekedésre, fogyasztásra berendezkedett ipar is támogat(ott), illetve generál(t). Az eredményt ismerjük: a fejlett ipari országokban az emberek élete egy-két generáció alatt gyökeresen megváltozott. A korábbi, önellátásra (más szavakkal: helyi erőforrások alkalmazására) berendezkedett, háztartási hulladékot egyáltalán nem termelő vidéki élet megszűnt. Nagyon sok ember a városokba költözött, ahol a "fejlődés" és a nagyobb komfort igézetében önként függővé vált a nagy közműrendszerektől, miközben hatalmas mennyiségű szemetet termel és a környezettől teljesen elidegenedett. Az autonóm épület elgondolása abból a felismerésből ered, hogy az előbb említett jelenség csak a környezet folyamatos kifosztása és rombolása árán tartható fenn – egy bizonyos határig. Az autonóm épület olyan építészeti és technikai megoldásokat alkalmaz, amelyek révén a napjainkra jellemző épületeknél sokkal kisebb a környezetterhelése és a függősége a nagy közműrendszerektől. Ennek két vonatkozása van: egyrészt az építéséhez hagyományos, a környezetbe visszaforgatható építőanyagokat alkalmaznak (mint például agyag, fa); másrészt pedig a működtetéséhez kevesebb energia szükséges, amit környezetbarát módon állítanak elő.

## Épületgépészeti megoldások

### Fűtés, melegvíz-ellátás
A mérsékelt égöv alatt a lakóépületek legnagyobb energiaigényét a fűtés jelenti, de emellett van hőigénye a meleg víz előállításának és a főzésnek, sütésnek. Az autonóm épületekben a szükséges hőigényt egyrészt környezetbarát módon és/vagy hatékonyabban állítják elő, másrészt pedig a fűtéshez szükséges mennyiséget megfelelő építészeti és technikai megoldásokkal igyekeznek csökkenti. Napjaink technikai színvonalán a fűtéshez megfelelő mennyiségű hő környezetbarát módon viszonylag gazdaságosan biztosítható napkollektorok, hőszivattyúk segítségével, geotermikus energiából, valamint biomasszából. Közülük az előző kettő viszonylag kis energiasűrűséget képvisel, ezért kizárólagos fűtésre csak kis hőmérsékletű rendszerekben (mint például padló-, fal-, illetve mennyezetfűtés) célszerű használni – az épület megfelelő hőszigetelése mellett. A geotermikus energia felhasználhatósága erősen függ egy adott terület földtani viszonyaitól, de ahol bőségesen rendelkezésre áll, ott gazdaságosan kisebb-nagyobb közösségek számára távfűtés révén biztosíthatja a szükséges hőmennyiséget. A biomassza (elsősorban fa) hatékonyabban eltüzelhető faelgázosító fűtőkazánban vagy pelletkandallóban. A használati meleg víz legkényelmesebben napkollektorokkal állítható elő. A sütés-főzés kapcsán azonban már le kell mondani bizonyos mértékű kényelemről, ha ragaszkodni akarunk a teljes autonómiához. E célokra – a jelenlegi viszonyok mellett – gazdaságtalan a saját magunk által megtermelt villamos áram felhasználása, a biogáz fejlesztéséhez pedig nagy mennyiségű szerves hulladék (elsősorban hígtrágya) és gázfejlesztő reaktor szükséges: így marad a klasszikus fatüzeléses tűzhely ("sparherd, sparhelt") egy modernebb változata. A jelenleg elérhető legtakarékosabb és legfüggetlenebb fűtési mód a tömegkályha.

### Villamosság

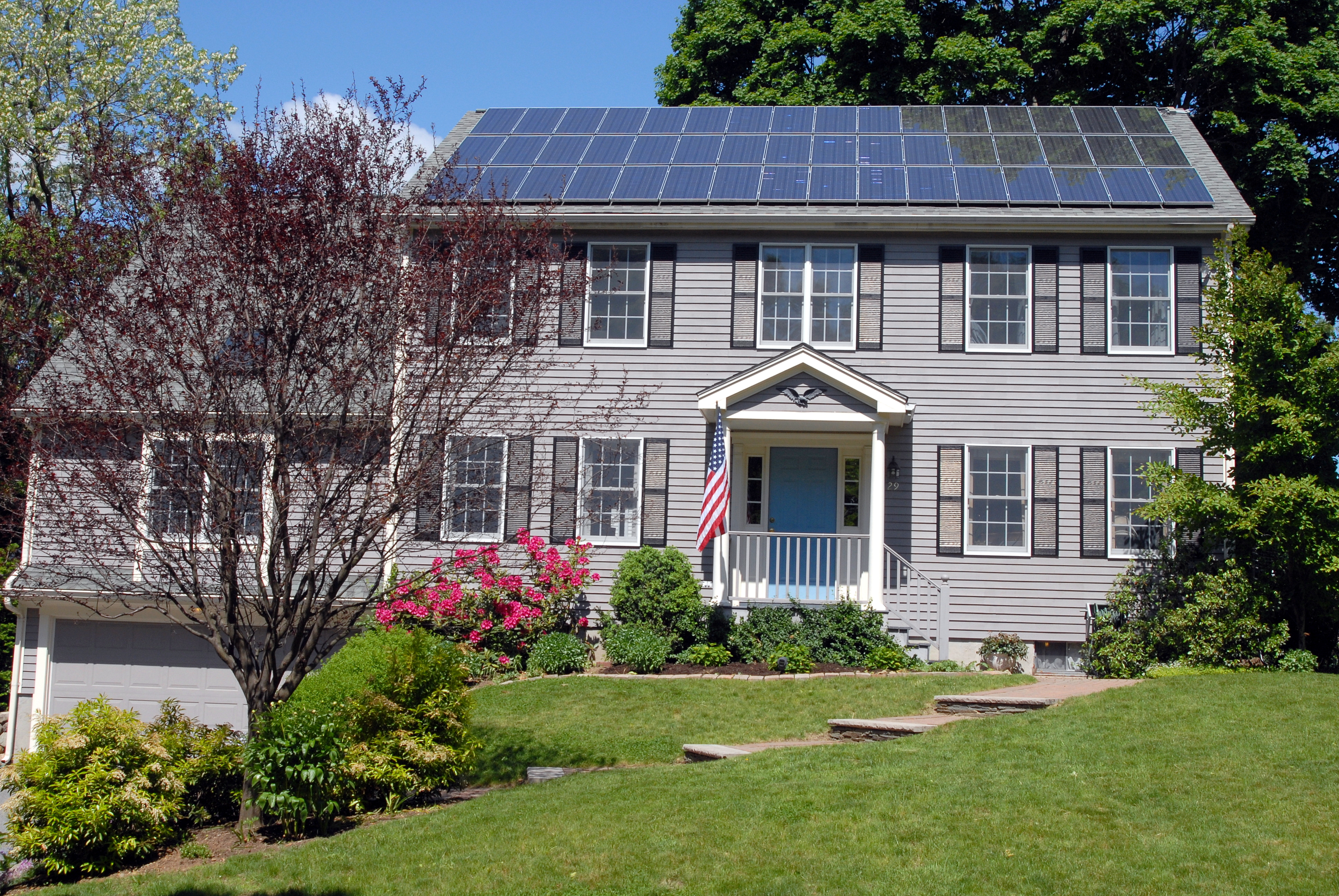
Napelemes rendszer

Az életünkben szinte nélkülözhetetlenné vált villamosságot az autonóm épületek részére alapvetően háromféle módon lehet előállítani: napelemek, szél- (esetleg víz-) turbinák, illetve valamilyen bioüzemanyaggal működtetett belső égésű motor hajtotta generátor révén. Az áramtermelő berendezések működhetnek a villamos hálózattól függetlenül (sziget üzemmódban) vagy pedig azzal összeköttetésben. Az előbbi esetben gondoskodni kell a megtermelt villamos energia tárolásáról (akkumulátorok segítségével), az utóbbinál pedig szükség esetén vásárolhatunk, illetve felesleg esetén eladhatunk villamos energiát a hálózatba. Akármelyik változatát is választjuk az áramtermelésnek és az üzemmódnak, az rendszerint nagy befektetést jelent, ezért célszerű pontosan felmérni, megtervezni a várható áramfogyasztást. Ehhez azt is figyelembe kell venni, hogy a napelemek 12 voltos egyenáramot állítanak elő, a szélgenerátorok – teljesítménytől függően – 12 vagy 230 voltos váltakozó áramot, a vízturbinák és a belső égésű motorral hajtott generátorok pedig 230 voltos váltakozó áramot. 
Egyes – kisebb teljesítményű – villamos berendezések (például a világítóeszközök, szórakoztató elektronikai és telekommunikációs berendezések, bizonyos háztartási kisgépek) működhetnek a 12 voltos hálózatról is; más, nagyobb teljesítményű berendezések (vasaló, mosógép, egyes háztartási kisgépek) viszont 230 voltos szinuszos váltakozó áramot igényelnek. Ezért számolni kell a megtermelt villamos áram átalakításával.

### Ivóvíz, szennyvíz

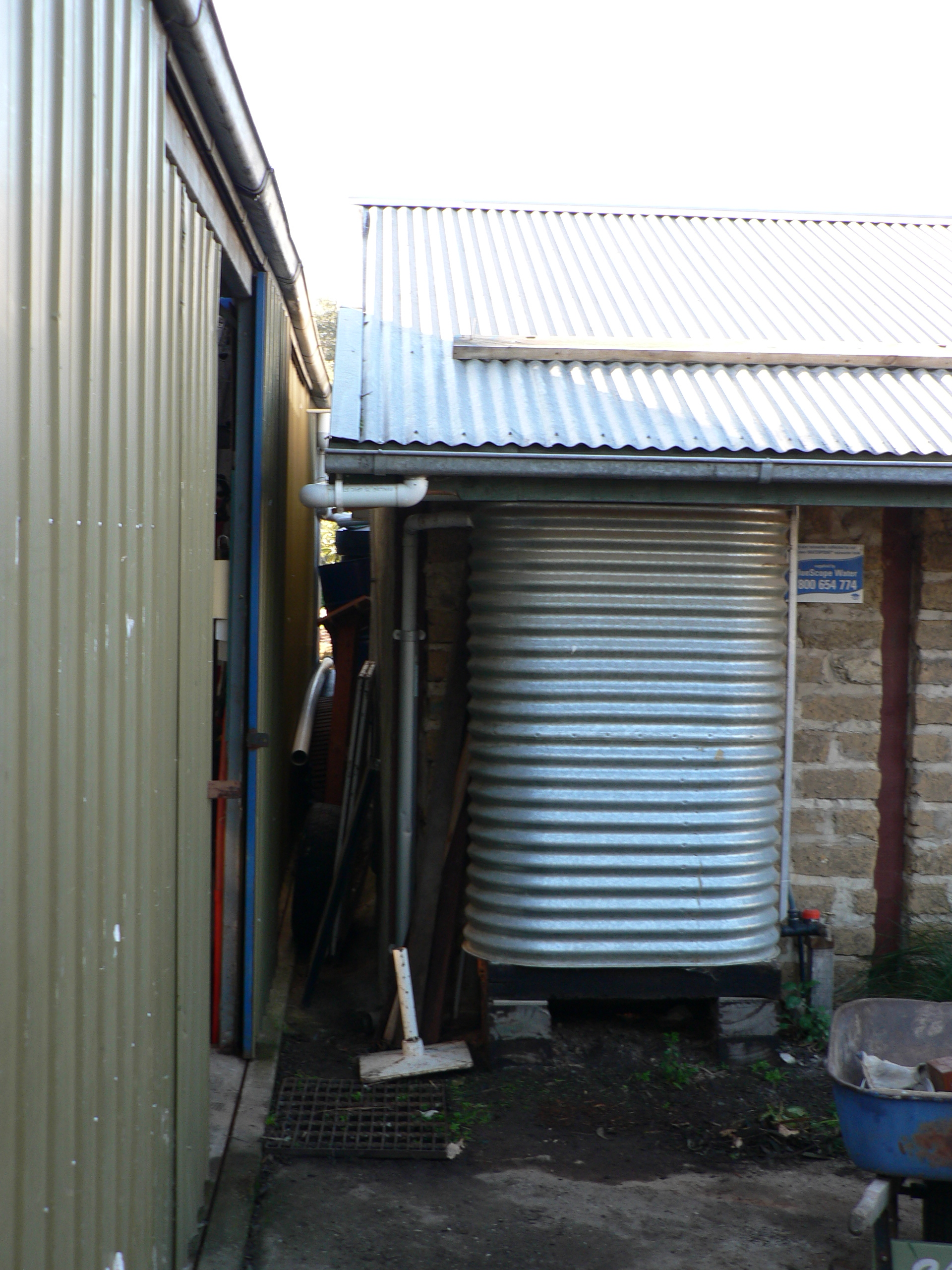
Esővíztartály a Ceres Környezetvédelmi Parkban

Az autonóm épület vízigényeit fúrt kútból vagy forrásból és esővízből lehet fedezni – körültekintő vízhasználat mellett. Ez utóbbi azt jelenti, hogy ahol nem kell feltétlenül ivóvizet használni (mint például vécéöblítés, mosás, takarítás, öntözés), ott azt eső és/ vagy szürkevíz használatával kell kiváltani, valamint a vízhasználat mértékét öblítés nélküli (komposztáló) toalett alkalmazásával kell csökkenteni. Az esővíz alkalmazásának előnye a szürkevízzel szemben, hogy lágy víz és a felhasználás előtt csak mechanikai szűrést igényel. A keletkező szennyvizeknek a szennyezettségük mértéke szerint két változatát különböztetjük meg: az egyik a már említett szürkevíz, a másik pedig az úgynevezett "feketevíz". A szürkevíz a mosásból és tisztálkodásból származó kevéssé szennyezett víz, a feketevíz pedig a vécé öblítése és a mosogatás során keletkező erősen szennyezett víz. A szürkevíz megfelelő kezelés után bizonyos megkötésekkel még felhasználható: például a talaj felszíne alatti szivárogtatásos locsolására, esetleg vécéöblítésre, mosásra. A feketevíz legnagyobb mennyiségét a vécé öblítése során keletkező szennyvíz teszi ki: ennek mennyisége öblítés nélküli (komposztáló) toalett alkalmazásával jelentősen csökkenthető. Ez utóbbi előnye még, hogy a konyhai szerves hulladékot is lebontja.

### Hulladékkezelés
"Modern" életünk egyik fontos velejárója a hatalmas mennyiségű hulladék. Az autonóm ház hulladékkezelésének alapja az újrahasznosítás és a szelektív hulladékgyűjtés. A szerves (konyhai és kiskerti) hulladékok további lebomlásra elhelyezhetők a komposztáló toalettben vagy a kerti komposztálóban. Az éghető hulladékok (mint például kerti nyesedék, papír) eltüzelhetők: akár a kertben, akár az épület valamely tüzelőberendezésében. Az olyan, háztartásban nem újrahasznosítható anyagokat, mint a fémek, műanyagok, üveg és papír kijelölt gyűjtőhelyeken lehet leadni – csakúgy, mint a veszélyes hulladékokat (vegyszerek, elektronikai eszközök, akkumulátorok).

### Távlati lehetőségek
Az autonóm épületek azon túl, hogy kisebb terhelést jelentenek a környezet számára és a közműhálózatoktól való függetlenséget nyújtják, ez utóbbi közvetlen anyagi hasznán túl egyrészt közelebb viszi a lakókat a természethez és kifejleszt bennük egyfajta felelősséget a környezet iránt – mivel nap, mint nap tudatosítja bennük azt, hogy nem attól függetlenül élnek, hanem annak részeként. Másrészt pedig a közműrendszerektől való függetlenség kiépítése a kisebb-nagyobb közösségek (települések, régiók) szintjén a fentieken túl növelné a közösségeken belül az összetartozás érzését, a belső kohéziót. Az (energetikailag) autonóm települések (és régiók) kiépítésének támogatása különféle pénzügyi és/vagy jogi lehetőségekkel pedig végső soron elsőrendű nemzetgazdasági érdek kellene hogy legyen: hiszen nagyban csökkentené a gazdasági (és politikai) függőséget valamely fő energiahordozót nagyban exportáló országtól.

## Fejlesztési irány, intézményi háttér
Magyarországon autonóm épületek tervezésével Ertsey Attila okleveles építészmérnök is foglalkozik. A szakember szerint a meglévő épületek átalakításához képest célszerűbb inkább új autonóm házat építeni, ami szerinte 15 százalékkal kerül csak többe, mint egy teljesen hagyományos családi ház kivitelezése. Egyelőre nincs a passzívházakhoz hasonló minősítési rendszer, ami leginkább azzal magyarázható, hogy kevés ilyen ház épül. Az autonóm ház koncepcióját hirdeti az Ertsey Attila vezette Szelíd Technológia Alapítvány, valamint a KÖR Építész Stúdió Kft.

## Fordítás
Ez a szócikk részben vagy egészben  az   Autonomous building című angol Wikipédia-szócikk fordításán alapul.  Az eredeti cikk szerkesztőit annak laptörténete sorolja fel. Ez a jelzés csupán a megfogalmazás eredetét és a szerzői jogokat jelzi, nem szolgál a cikkben szereplő információk forrásmegjelöléseként.